# The Garden Court
The Garden Court (ホテルニューオータニ ガーデンコート) appelé aussi Hotel New Otani Garden Court est un gratte-ciel construit à Tokyo de 1989 à 1991 mesurant 127 mètres de hauteur pour 30 étages.
Il abrite un hôtel de la chaine New Otani Hotels, ainsi que depuis 2017 le musée Marie-Laurencin.
La surface de plancher de l'immeuble est 74 434 m2.
L'architecte est le géant japonais du BTP Taisei Corporation.
Il fait partie d'un complexe qui comprend deux autres bâtiments; 
- L'Hôtel Otani Main Building, haut de 68 mètres, construit en 1964
- L'Hotel New Otani Tokyo Tower, haut de 144 mètres, construit en 1974